# Chatrabus felinus
Складчатый батрихтис (лат. Chatrabus felinus) — вид лучепёрых рыб из семейства батраховых (Batrachoididae). Ранее данный вид относили к роду Batrichthys. На основании ряда морфологических признаков переместили в род Chatrabus. Представители вида распространены на юго-востоке Атлантического океана (у южного побережья Африки). Длина тела до 19 см. В спинном плавнике 3 жёстких и 19—22 мягких лучей. В анальном плавнике 17—18 мягких лучей. Окраска коричневая с более тёмными пятнами, образующими поперечные полосы по бокам. Это придонные хищные рыбы, поджидающие добычу в засаде. Охранный статус вида не определён, он безвреден для человека и не является объектом промысла.